# خسوف القمر أغسطس 2009
| خسوف القمر Penumbral 6 أغسطس 2009 | خسوف القمر Penumbral 6 أغسطس 2009 |
| --- | --------------------------------- |
| غطى هذا الكسوف شبه الخفيف على الجزء الجنوبي من القمر كما هو موضح في هذه الرسم المتحرك لجون ووكر (مبرمج)، التي شوهدت من Lignières ، سويسرا. |                                   |
| كان القمر يرعى الظل الجنوبي شبه المظلل للأرض.                                                                                              |                                   |
| دورة ساروس | 148 [الإنجليزية] (3 of 71)        |
| جاما | 1.3572                            |
| المدة (hr:mn:sc) |                                   |
| Penumbral | 3:09:47                           |
| الإتصال (توقيت عالمي منسق) |                                   |
| P1 | 23:04:21 (Aug 5)                  |
| العظمى | 0:39:11                           |
| P4 | 2:14:08                           |
| حركة القمر بالساعة من الغرب إلى الشرق من خلال كوكبة الجدي والحافة الشمالية للظل شبه الممتلئ للأرض                                          |                                   |

حدث الخسوف الجزئي للقمر في 6 أغسطس 2009، وهو الثالث من بين أربعة خسوفات للقمر في عام 2009. أدى دخول القمر الصغير إلى ظل الأرض شبه الخفيف إلى تعتيم دقيق للحافة الجنوبية للقمر، مما يصعب ملاحظته بصريًا.

## الرؤية
كان الخسوف مرئيًا تمامًا فوق إفريقيا وأوروبا وأمريكا الجنوبية. شوهد وهو يرتفع فوق شرق أمريكا الشمالية ويحلق فوق آسيا.

### دورة نصف ساروس
سوف يسبق خسوف القمر كسوف الشمس ويتبعه 9 سنوات و 5.5 أيام (دورة ساروس). يرتبط خسوف القمر هذا بكسوفين جزئيين للشمس من سولار ساروس 155.
| 31 يوليو 2000 | 11 أغسطس 2018 |
| ------------- | ------------- |
|               |               |

## الخسوفات ذات الصلة

### دورات السنة القمرية (354 يومًا)
تتكرر سلسلة السنة القمرية بعد 12 قمرة أو 354 يومًا (العودة إلى الوراء حوالي 10 أيام في سنوات متتالية). بسبب تحول التاريخ، سيكون ظل الأرض حوالي 11 درجة غربًا في أحداث متتالية.

## الصور

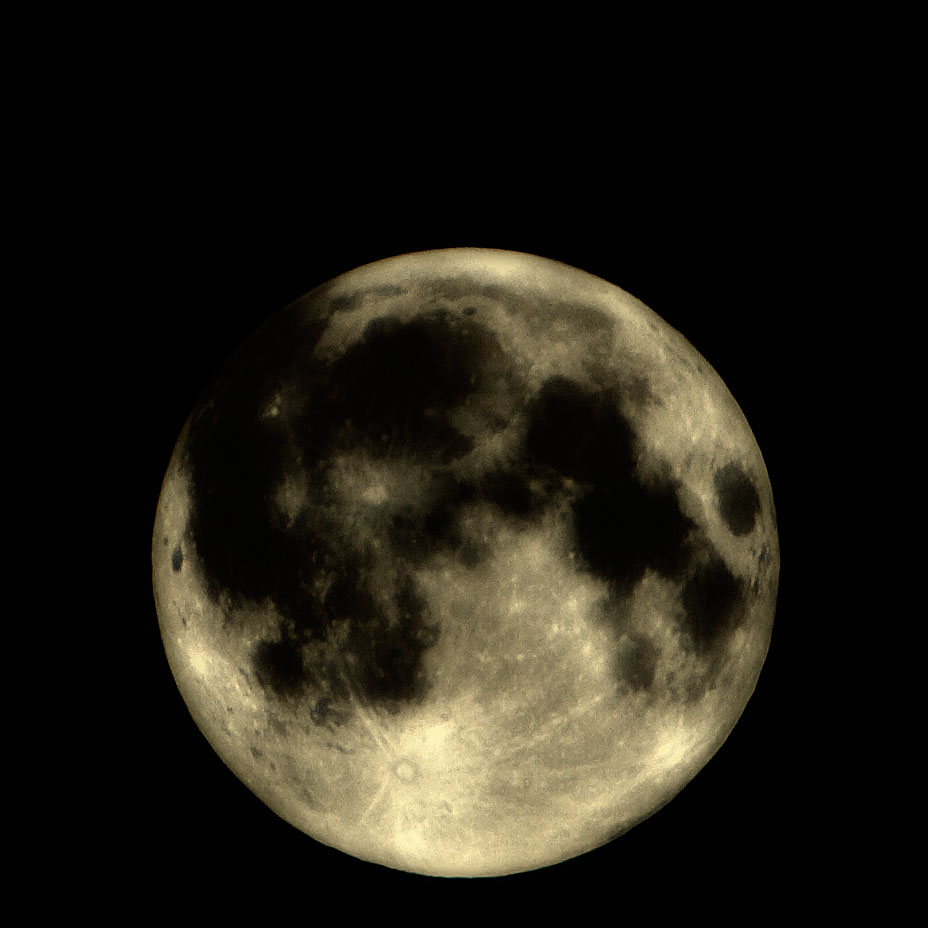
من فرنسا, 23:31 UTC

## روابط خارجية
- التقاط الخسوف بصورتين رقميتين ودمجهما في ملف واحد.